# Něco z Alenky
Něco z Alenky (en txec Alguna cosa d'Alícia) és una pel·lícula surrealista de fantasia fosca del 1988 escrita i dirigida per Jan Švankmajer. És una adaptació solta del primer llibre d'Alícia de Lewis Carroll, Alícia en terra de meravelles (1865), sobre una noia que persegueix un conill blanc a una terra de fantasia estranya. Alícia és interpretada per Kristýna Kohoutová. La pel·lícula combina l'acció en directe amb l'animació stop motion i es distingeix pel seu disseny de producció fosc.
Per a Švankmajer, un prolífic director de curtmetratges durant més de dues dècades, la pel·lícula es va convertir en la seva primera aventura en llargmetratge. El director havia quedat decebut per altres adaptacions del llibre de Carroll, que l'interpreta com un conte de fades. El seu objectiu era, en canvi, fer que la història es reproduís com un somni amoral. La pel·lícula va guanyar el premi al llargmetratge al Festival de Cinema d'Animació d'Annecy de 1989.

## Argument
Alícia està asseguda al costat d'un rierol amb la seva germana, llançant pedres a l'aigua. Més tard, està a la seva sala d'estar, llançant pedres a una tassa de te. Un soroll cruixent li crida l'atenció cap a un conill blanc dissecat dins d'una caixa de vidre. L'Alícia s'amaga sota un escriptori mentre el Conill cobra vida, es vesteix i recupera un parell de tisores d'un calaix amagat, que utilitza per trencar l'estoig, alliberant-se.
L'Alícia persegueix el Conill fins a un escriptori al cim d'un turó; arrossegant-se al calaix després d'ell, aviat es troba en un ascensor que la diposita damunt d'un munt de fulles. Les fulles comencen a remenar-se soles, revelant un altre escriptori en el qual l'Alícia troba una petita clau. L'Alícia utilitza la clau per obrir una porta en miniatura, a través de la qual veu com el Conill desapareix en un jardí pintat; ella mateixa és massa gran per passar per la porta. Troba una ampolla amb l'etiqueta "Beveu-me". Beure'l la transforma en una petita nina de porcellana a la seva semblança. Llavors troba una pasta de mantega que la fa créixer, de nou no pot entrar per la porta. Frustrada, l'Alícia plora fins que l'habitació s'inunda de llàgrimes. El Conill Blanc passa fila, deixant caure una safata de pastissos. Menjant-ne una torna l'Alícia a la mida de la seva nina i és capaç de recuperar la clau i perseguir el conill.
Un cop travessada la porta, l'Alícia es troba a la vora d'un rierol i es troba amb el Conill Blanc, que la confon amb la seva criada i li mana que vagi a buscar unes tisores de casa seva. A dins, beu d'una altra ampolla de tinta i torna a la seva mida real, atrapant-la dins de la casa ara massa petita. El Conill i els seus companys animals intenten forçar-la a sortir llançant un llangardaix amb cap de calavera per la finestra. L'Alícia l'expulsa, fent-lo rebentar i vessar les seves entranyes de serradures. Els animals enfadats empresonen l'Alícia dins d'una nina amb forma d'Alícia, que tanquen dins d'un magatzem ple de pots d'espècimens.
L'Alícia s'allibera de la nina i descobreix una clau dins d'una llauna de sardina. Ella utilitza la clau per escapar de l'emmagatzematge i entra a un rebedor de portes. Darrere d'un d'ells, coneix a una eruga-mitja en una habitació plena de cucs mitjons que van fer forats al terra. L'eruga li diu que menjar-se un tros del seubolet embotit fa que les coses creixin, mentre que l'altra peça fa que les coses s'encongeixin. L'Alícia segueix el so d'un nadó que plora fins a una petita casa de nines, que augmenta menjant-se un tros del bolet. Ella descobreix el conill dins cuidant un porquet amb roba de nadó. El Conill s'escapa mentre l'Alícia persegueix el porquet a la planta baixa, on una joguina de corda llebre de març i una marioneta Barreter organitzen una festa del te mecànica. El Conill fuig a les golfes i l'Alícia el segueix.
Darrere d'una cortina de roba, l'Alícia arriba al jardí pintat. El Rei i la Reina de Cors marxen al jardí amb una tropa de cartes. La Reina ordena al Conill Blanc que decapiti dos Jacks d'esgrima, entre d'altres; ho fa amb les tisores. La reina convida l'Alícia a jugar al croquet, però l'Alícia s'allunya quan els malls i les boles es converteixen en gallines i eriçons. En una sala de tribunals, és jutjada per menjar-se les pastissos de la reina. L'Alícia intenta explicar-se, però el Rei li ordena que segueixi un guió. Enfadada, l'Alícia comença a menjar-se els pastissos i la reina demana el cap d'Alícia. L'Alícia pregunta "Quin?", i el seu cap es transforma en el cap dels altres personatges. La reina demana que li tallin "tots" els caps i el conill avança amb les tisores.
L'Alícia es desperta a la seva sala d'estar. Al voltant de l'habitació hi ha els diferents objectes de la llar que van poblar el seu somni: jugar a cartes, nines xineses, titelles, un tinter i mitjons en una cistella de cosir. La caixa que antigament contenia el conill taxidèrmic encara està trencada i buida. Obrint el calaix amagat de la caixa, troba les tisores del Conill Blanc. Examinant les tisores, l'Alícia es diu a si mateixa: "És tard, com de costum. Crec que li tallaré el cap".

## Repartiment
- Kristýna Kohoutová com a Alícia

A la versió anglesa:
- Camilla Power com la veu d'Alícia

## Producció
Jan Švankmajer, que feia curtmetratges des de mitjans dels anys 60, diu que va tenir la confiança per fer un llargmetratge després d'acabar els curts Žvahlav aneb šatičky slaměného Huberta i Down to the Cellar. Va descriure Alícia en terra de meravelles de Lewis Carroll, una obra que l'havia seguit des que era petit, com "un dels llibres més importants i sorprenents produïts per aquesta civilització." Argumentava que altres adaptacions cinematogràfiques de la història l'havien interpretat com un conte de fades, però que Carroll l'havia escrit com un somni, i això era el que volia transmetre: "Mentre que un conte de fades té un vessant educatiu: treballa amb la moral de l'índex aixecat (el bé supera el mal), el somni, com a expressió del nostre inconscient, persegueix sense concessió la realització dels nostres desitjos més secrets sense tenir en compte les inhibicions racionals i morals, perquè és impulsat pel principi del plaer. La meva Alícia és un somni realitzat." Malgrat el gran ús de stop motion a la pel·lícula, i a diferència de la majoria de les altres pel·lícules tradicionals stop motion, la pel·lícula no utilitza cap conjunt en miniatura per representar els seus efectes especials.

## Llançament
La pel·lícula es va llançar als Estats Units, on es va estrenar el 3 d'agost de 1988. Es va presentar al Festival de Cinema d'Animació d'Annecy de 1989 on va rebre el premi al millor llargmetratge. A Txecoslovàquia es va estrenar l'1 de novembre de 1990. La versió doblada en anglès inclou la veu de Camilla Power.

### Resposta crítica
A The New York Times, Caryn James va escriure que tot i que Švankmajer "elimina tota la dolçor i la llum, no viola la història de Lewis Carroll", i va qualificar Alícia com una "pel·lícula extraordinària [que] explora els fons foscos de la història". James va descriure l'animació com "extraordinàriament fluida" i va mantenir la dinàmica de la pel·lícula, que contrasta elements visualment captivadors amb superficialitat: "El Sr. Švankmajer mai ens deixa oblidar que estem veient una pel·lícula en què una actriu interpreta l'Alice explicant una història". tot i que, "amb els seus primers plans extrems, el seu moviment constant i la seva animació suau, la pel·lícula és tan activa visualment que ens distreu d'un fet fort: aquest és un món de símbols que prenen vida". Quan es va estrenar als mitjans de comunicació britànics el 2011, Philip Horne va revisar la pel·lícula per a The Daily Telègraf. Horne la va anomenar "una pel·lícula sorprenent" i va escriure: "Aquesta no és una versió netejada aprovada pel públic de previsualització o comitès d'executius de l'estudi; el meu jove company d'espectador va declarar molt encertadament en un moment donat:" És més aviat una noia violenta, no? – però la seva gloriosa proliferació de transformacions màgiques funciona com un encant en qualsevol persona que valora la imaginació." L'agregador de ressenyes Rotten Tomatoes té Alice amb una puntuació de "Fresca" del 95 % basat en 21 ressenyes.

## Mitjans domèstics
La pel·lícula amb àudio original txec i subtítols en anglès no va estar disponible al vídeo domèstic fins al 2011, quan el British Film Institute va llançar la pel·lícula en DVD i Blu-ray.